# 조청상민수륙무역장정
조청상민수륙무역장정(朝淸商民水陸貿易章程)은 1882년 음력 8월 23일 조선과 청이 맺은 장정으로, 임오군란 이후 조선에 대한 청의 영향력이 확대되는 과정 속에서 체결되었다. 본래 명칭은 "중국조선상민수륙무역장정"이며, 조선을 청의 속국으로 명문화시킨 불평등 조약이다. 조선에서의 청 상인의 내륙 무역을 허용하는 결과를 낳아 거류지 무역의 균열을 초래하였다. 이 장정으로 청 상인의 경제적 침투가 본격화됨으로써 조선에서의 일본 상인과 청 상인간의 경쟁이 가속되었다. 또한, 조약이 체결된 후 조선 국왕은 외교관을 청나라 동의 없이는 임명하는 것이 불가능해졌고, 청나라 군대가 조선에 주둔하기 시작하였으며, 조선 국왕의 지위를 청의 북양대신과 동급하도록 했고, 재판 관할권을 청나라에게 부여하였다. 그럼으로써 조선은 청나라의 보호국이 되었다.
1894년 7월 23일 일본군이 경복궁에 침입하고, 또한 일본군 천여 명은 청의 총리공관과 용산의 분관, 한성전보청국(漢城電報總局)을 공략하면서 7월 25일에는 조선과 청간의 통상장정이 폐기되었고, 이에 따라 조선에 대한 청나라의 근대 식민지적 침탈 행위도 불식되었다.

## 조약의 내용
조선과 청은 서로간의 관계를 이용하면서 조선은 사대사행(事大使行)의 폐기 등을 요구하며 만국공법적인 평등관계로 대청관계를 변화시키려 했고, 청나라는 종래의 조공관계에 가탁하여 근대적인 속국으로 대조선관계를 변화시키고자함에 이 과정에서 조청상민수륙무역장정이 체결되었다. 이때 리홍장은 전통적 조공관계에서 ‘속방’ 개념을 근대 만국공법에서의 ‘속국’개념으로 등치시키는 방법으로 양국관계를 변질시키려 했다. 장정의 전문에서 종속관계를 명시하고, 조선국왕과 청의 북양대신을 동급으로 규정하며, 영사재판권을 초월하는 재판관할권을 청나라에게 부여하고 있다. 조약의 본문은 총 8개조로 구성되어 있으며, 그 내용을 요약하면 다음과 같다.
요약
제1조에서는 청의 상무위원을 서울에, 조선 관원을 톈진에 파견할 것을 규정하고 있다. 청의 북양대신(北洋大臣)과 조선의 국왕을 동등한 위치로 간주하고 있는데, 이는 조청상민수륙무역장정이 청이 임오군란을 진압한 후 조선에 내정간섭을 하는 가운데 맺어진 불평등조약임을 반영한다.
제2조에서는 청의 상무위원이 조선 영토 내의 청국민에 대해 재판권을 행사하도록 규정하고 있다. 이는 조선에서 청나라의 치외법권을 인정한 것으로, 역시 불평등 조약의 요소이다.
제3조는 선박의 조난이 있을 시 구호할 것, 그리고 조선의 평안도와 황해도 연안과 청의 산둥(山東)과 평톈(奉天) 연안에서 양국 어선의 어업활동을 허용할 것을 규정하고 있다.
제4조는 서울의 양화진과 베이징에서 개잔무역을 허락하되, 내지채판은 금할 것을 규정한다. 단, 내지채판이 필요할 경우 지방관의 허가서를 얻도록 하고 있다.
제5조에서는 조선과 청 사이의 전통적 무역 방식이었던 책문과 의주 사이, 훈춘과 회령 사이의 개시를 존속시키도록 하고 있다.
제6조에서는 조선 상인이 청에 홍삼을 수출하는 것을 허가하고, 관세는 가격의 100분의 15로 하도록 규정하고 있다.
제7조는 청 선박의 항로 개설권 및 청 병선의 조선 연해 내왕, 정박권을 부여하고 있다.
제8조는 장정의 개정에 대한 것으로, 장정을 수정하고자 한다면 청의 북양대신과 조선 국왕이 의논하도록 하고 있다.

전문
조선은 오랫동안의 제후국으로서 전례(典禮)에 관한 것에 정해진 제도가 있다는 것은 다시 의논할 여지가 없다.
다만 현재 각국(各國)이 수로(水路)를 통하여 통상하고 있어 해금(海禁)을 속히 열어 양국 상인이 일체 상호 무역하여 함께 이익을 보게 해야 한다. 변계(邊界)에서 호시(互市)하는 규례도 시의(時宜)에 맞게 변통해야 한다.
이번에 제정한 수륙무역장정은 중국이 속방을 우대하는 뜻이며, 각국과 일체 같은 이득을 보도록 하는데 있지 않다. 이에 각 조항을 아래와 같이 정한다.

제1조
앞으로 북양대신(北洋大臣)의 신임장을 가지고 파견된 상무위원은 개항한 조선의 항구에 주재하면서 전적으로 본국의 상인을 돌본다. 해원과 조선 관원이 내왕할 때에는 다같이 평등한 예로 우대한다. 중대한 사건을 맞아 조선 관원과 마음대로 결정하기가 편치 않을 경우 북양대신에게 상세히 청하여 조선 국왕에게 자문을 보내 그 정부에서 처리하게 한다.
조선 국왕도 대원(大員)을 파견하여 천진(天津)에 주재시키고 아울러 다른 관원을 개방한 청나라의 항구에 나누어 파견하여 상무위원으로 충당한다.
해원이 도(道)·부(府)·주(州)·현(縣) 등 지방관과 왕래할 때에도 평등한 예로 상대한다. 해결하기 어려운 사건을 만나면 천진에 주재하는 대원에게 상세히 청하여 정탈한다. 양국 상무위원이 쓸 경비는 자비에 속하며 사사로이 요구할 수 없다. 이를 관원이 멋대로 고집을 부려 일처리가 부당할 때에는 북양대신과 조선 국왕은 피차 통지하고 즉시 소환한다.
제2조
청나라 상인이 조선 항구에서 만일 개별적으로 고소를 제기할 일이 있을 경우 청나라 상무위원에게 넘겨 심의판결한다. 이밖에 재산 문제에 관한 범죄 사건에 조선 인민이 원고가 되고 청나라 인민이 피고일 때에는 청나라 상무위원이 체포하여 심의 판결하고, 청나라 인민이 원고가 되고 조선 인민이 피고일 때에는 조선 관원이 피고인의 범죄 행위를 청나라 상무위원과 협의하고 법률에 따라 심의하여 판결한다.
조선 상인이 개항한 청나라 항구에서 범한 일체의 재산에 관한 범죄 등 사건에 있어서는 피고와 원고가 어느 나라 인민이든 모두 청나라 지방관이 법률에 따라 심의하여 판결하고, 아울러 조선 상무위원에게 통지하여 등록하도록 한다. 판결한 사건에 대하여 조선 인민이 승복하지 않을 때에는 해국(骸國)의 상무위원이 대헌(大憲)에게 청원하여 다시 조사하여 공정성을 밝힌다.
조선 인민이 본국에서 청나라 상무위원에게 혹은 청나라의 각 지방관에게 청나라 인민이나 각읍(各邑)의 아역인 등을 고소할 때에는 사적으로 한 푼의 수수료도 요구하지 못한다. 위반한 자는 조사하여 해관의 관원을 엄중하게 처벌한다.
양국 인민이 본국에서 또는 피차의 통상 항구에서 본국의 법률을 범하고 사사로이 피차의 지계로 도피한 경우에는 각 지방관은 피차의 상무위원에게 통지하고 곧 대책을 세워 체포하여 가까운 곳의 상무위원에게 넘겨 본국에 압송해서 처벌한다. 다만 도중에서 구금을 풀 수 있고 학대하지 못한다..
제3조
양국 상선은 피차 통상 항구에 들어가 교역을 할 수 있다. 모든 싣고 부리는 화물과 일체의 해관에 바치는 세금은 모두 양국에서 정한 장정에 따라 처리한다.
피차 바닷가에서 풍랑을 만났거나 얕은 물에 걸렸을 때에는 장소에 따라 정박하고 음식물을 사며 선척을 수리할 수 있다. 일체의 경비는 선주의 자비로 하고 지방관은 타당한 요금에 따른다.
선척이 파괴되었을 때에는 지방관은 대책을 강구하여 구호해야 하고, 배에 탄 여객과 상인과 선원들은 가까운 항구의 피차 상무위원에게 넘겨 귀국시켜 앞서 서로 호송하던 비용을 절약할 수 있다. 양국 상선이 풍랑을 만나 손상을 입어 수리해야 할 경우를 제외하고 개방하지 않은 항구에 몰래 들어가 무역을 하는 자는 조사하여 체포하고 배와 화물은 관에서 몰수한다.
조선의 평안도, 황해도와 청나라의 산동, 봉천 등 성(省)의 연해지방에서는 양국의 어선들이 내왕하면서 고기를 잡을 수 있고, 아울러 해안에 올라가 음식물과 식수를 살 수 있으나, 사적으로 화물을 무역할 수 없다. 위반하는 자는 배와 화물을 관에서 몰수한다. 소재 지방에서 법을 범하는 등의 일이 있을 경우에는 곧 해당 지방관이 체포하여 가까운 곳의 상무위원에게 넘겨 제2조에 준하여 처벌한다.
피차의 어선에서 징수하는 어세(魚稅)는 조약을 준행한 지 2년 뒤에 다시 모여 토의하여 작정(酌定)한다..
제4조
양국 상인이 피차 개항한 항구에서 무역을 할 때에 법을 제대로 준수한다면 땅을 세내고 방을 세내어 집을 지을 수 있게 허가한다. 토산물과 금지하지 않는 물건은 모두 교역을 허가한다.
입항하고 출항하는 화물에 대해 납부해야 할 화물세와 선세를 모두 피차의 해관 통행 장정에 따라 완납하는 것을 제외하고 토산물을 이 항구에서 저 항구로 실어가려고 하는 경우에는 이미 납부한 출항세 외에 이어 입항할 때에는 완납한 사실을 확인하고 출항세의 절반을 납부한다.
조선 상인이 북경(北京)에서 규정에 따라 교역하고, 청나라 상인이 조선의 양화진과 한성(漢城)에 들어가 영업소를 개설한 경우를 제외하고 각종 화물을 내지로 운반하여 상점을 차리고 파는 것을 허가하지 않는다.
양국 상인이 내지로 들어가 토산물을 구입하려고 할 때에는 피차의 상무위원에게 품청하여, 지방관과 연서(連署)하여 허가증을 발급하되 구입할 처소를 명시하고, 거마(車馬)와 선척을 해당 상인이 고용하도록 하고, 연도(沿途)의 세금은 규정대로 완납해야 한다. 피차 내지로 들어가 유력(遊歷)하려는 자는 상무위원에게 품청하여, 지방관이 연서하여 허가증을 발급해야만 들어갈 수 있다. 연도 지방에서 범법 등 일이 있을 때에는 모두 지방관이 가까운 통상 항구로 압송하여 제2조에 의하여 처벌한다. 도중에서 구금을 풀 수 있고 학대하지 못한다.
제5조
과거 양국 변계의 의주, 회령, 경원 등지에서 호시가 있었는데 모두 관원이 주관하여 매번 장애가 많았다. 이에 압록강 건너편의 책문과 의주 두 곳을 그리고 두만강 건너편의 훈춘과 회령 두 곳을 정하여 변경 백성들이 수시로 왕래하며 교역하도록 한다.
양국은 다만 피차 개시(開市)하는 곳에 해관과 초소를 설치하고 비류(匪類)를 살피고 세금을 징수한다. 징수하는 세금은 나가는 물건이나 들어오는 물건을 막론하고 홍삼을 제외하고는 모두 100분의 5를 징수하고, 종전의 객사와 식량, 꼴, 영송 등의 비용을 모두 없앤다.
변경 백성의 전재(錢財)의 범죄 등 사건에 대해서는 피차 지방관들이 규정된 법률에 의하여 처리하는데, 일체의 상세한 장정은 북양대신과 조선 국왕이 파견한 관원이 해처(該處)에 가서 조사하여 협의하고 품청하여 결정한다.
제6조
양국 상인은 어느 항구와 변계 지방을 막론하고 모두 수입 아편과 토종 아편 그리고 제작된 무기를 운반하여 파는 것을 허가하지 않는다. 위반하는 자는 조사하여 분별하여 엄격하게 처리한다.
홍삼에 대해서는 조선 상인이 으레 청나라 지역으로 가지고 들어갈 수 있도록 허가하며, 납부할 세금은 가격에 따라서 100분의 15를 징수한다. 청나라 상인이 특별허가를 받지 않고 조선 국경 밖으로 사사로이 내가는 자가 있을 경우에는 조사하여 물건을 관청에서 몰수한다.
제7조
양국의 역로(驛路)는 책문으로 통한다. 육로로 오가는데 공급이 매우 번거롭고 비용이 많이 든다. 현재 해금이 열렸으니 각자 편의에 따라 바닷길로 왕래하는 것을 승인한다.
다만 조선에는 현재 병상(兵商)의 윤선이 없다. 조선 국왕은 북양대신과 협의하고 잠시 상국(商局)의 윤선을 매월 정기적으로 한 차례 내왕하도록 할 수 있으며, 조선 정부에서는 선비(船費) 약간을 덧붙인다.
이밖에 청나라 병선이 조선의 바닷가에 유력하고 아울러 각 처의 항구에 정박하여 방어를 도울 때에 지방 관청에서 공급하던 것을 일체 면제한다. 식량을 사고 경비를 마련하는 것에 있어서는 모두 병선에서 자체 마련하며, 해당 병선의 함장 이하는 조선 지방관과 동등한 예로 상대하고, 선원들이 상륙하면 병선의 관원은 엄격히 단속하여 조금이라도 소란을 피우거나 사건을 일으키는 일이 없도록 한다.
제8조
이번에 정한 무역장정은 아직 간략하나 양국 관리와 백성이 정한 조항을 일체 준수하고, 이후 증손(增損)할 일이 있을 경우 수시로 북양대신과 조선 국왕이 협의하여 적절하게 처리한다.

광서(光緖) 8년 8월
청나라 2품함(二品銜) 진해관도(津海關道) 주복(周馥)
2품함 후선도(候選道) 마건충(馬建忠)
조선국 진주정사(陳奏正使) 조영하
진주부사(陳奏副使) 김홍집
문의관(問議官) 어윤중

## 같이 보기
- 임오군란
- 조영통상조약
- 조일통상장정
- 조독수호통상조약
- 톈진조약